# Phrasal verb
Em inglês, um phrasal verb (em português: locução gramatical ou, em tradução literal, verbo frasal) é a combinação de duas ou três palavras de diferentes categorias gramaticais — um verbo e uma partícula, como um advérbio ou uma preposição — para formar uma única unidade semântica em um nível lexical ou sintático. Exemplos: turn down (abaixe), run into (corra), sit down (sente-se). Existem dezenas de milhares deles, e eles estão em uso diário e constante. Essas unidades semânticas não podem ser entendidas com base nos significados das partes individuais, mas devem ser tomadas como um todo. Em outras palavras, o significado é não-composicional e, portanto, imprevisível. Os verbos frasais que incluem uma preposição são conhecidos como prepositional verbs (em português: verbos preposicionais) e os verbos frasais que incluem uma partícula também são conhecidos como particle verbs (em português: verbos particulares). Termos alternativos adicionais para phrasal verb são compound verb, verb-adverb combination, verb-particle construction, two-part word/verb ou three-part word/verb (dependendo do número de partículas) e multi-word verb.
Os verbos frasais são diferenciados de outras classificações de verbos multipalavras e combinações livres por critérios baseados em idiomicidade, substituição por um verbo de uma palavra, formação de pergunta e movimento de partículas.

## Exemplos
Existem pelo menos três tipos principais de construções de verbos frasais, dependendo de o verbo combinar com uma preposição, uma partícula ou ambas. As construções dos verbos frasais nos exemplos a seguir estão em negrito.
Verbo + preposição (prepositional verbs)
Quando o elemento é uma preposição, é o núcleo sintático de uma frase preposicional completa e o verbo frasal é, portanto, preposicional. Esses verbos frasais também podem ser pensados como transitivos e não separáveis; o complemento segue o verbo frasal.
a. Who is looking after the kids? – after é uma preposição que introduz a frase preposicional after the kids.
b. They picked on nobody. – on é uma preposição que introduz a frase preposicional on nobody.
c. I ran into an old friend. – into é uma preposição que introduz a frase preposicional into an old friend.
d. She takes after her mother. – after é uma preposição que introduz a frase preposicional after her mother.
e Sam passes for a linguist. – for é uma preposição que introduz a frase preposicional for a linguist.
f. You should stand by your friend. – by é uma preposição que introduz a frase preposicional do seu amigo
Verbo + partícula (particle verbs)
Quando o elemento é uma partícula, ele não pode (ou não mais) ser interpretado como uma preposição, mas é uma partícula porque não precisa de um complemento. Esses verbos podem ser transitivos ou intransitivos. Se são transitivos, são separáveis.
a. They brought that up twice. – up é uma partícula, não uma preposição.
b. You should think it over. – over é uma partícula, não uma preposição.
c. Why does he always dress down? – down é uma partícula, não uma preposição.
d. You should not give in so quickly. – in é uma partícula, não uma preposição.
e. Where do they want to hang out? – out é uma partícula, não uma preposição.
f. She handed it in. – in é uma partícula, não uma preposição
Verbo + partícula + preposição (particle-prepositional verbs)
Muitos verbos frasais combinam uma partícula e uma preposição. Assim como para verbos preposicionais, verbos pré-posicionais de partículas não são separáveis.
a. Who can put up with that? - up é uma partícula e with é uma preposição.
b. She is looking forward to a rest. – forward é uma partícula e to é uma preposição.
c. The other tanks were bearing down on my Panther. – down é uma partícula e on é uma preposição.
d. They were really teeing off on me. – off é uma partícula e on é uma preposição.
e. We loaded up on snacks. – up é uma partícula e on é uma preposição
f. Susan has been sitting in for me. – in é uma partícula e for é uma preposição.
Um aspecto desses tipos de verbos frasais é o fato de que seu significado não pode ser entendido tomando como princípio uma de suas partes isoladamente: o significado de pick up é distinto de pick; o significado de hang out não é o mesmo que hang.

## Distinção de tipos de verbos frasais
Quando um verbo particular é transitivo, pode se parecer com um verbo preposicional. Essa semelhança é fonte de confusão, pois obscurece a diferença entre verbos preposicionais e particulares. Uma análise simples distingue entre os dois, no entanto. Quando o objeto de um verbo particular é um pronome definido, ele pode e geralmente precede a partícula. Em contraste, o objeto de uma preposição nunca pode preceder a preposição.
a. You can bank on Susan. – on é uma preposição.
b. *You can bank Susan on. – O objeto da preposição não pode preceder a preposição.
a. You can take on Susan. – on é uma partícula.
b. You can take Susan on. – O objeto do verbo particular pode preceder a partícula.
a. He is getting over the situation. – over é uma preposição.
b. *He is getting the situation over. – O objeto da preposição não pode preceder a preposição no verbo frasal.
a. He is thinking over the situation. – over é uma partícula.
b. He is thinking the situation over. – O objeto do verbo particular pode preceder a partícula
Assim, a distinção entre partículas e preposições é feita por função, porque a mesma palavra pode funcionar algumas vezes como partícula e outras como preposição.

## Algumas notas sobre terminologia
A terminologia dos verbos frasais é inconsistente. As teorias modernas da sintaxe tendem a usar o termo phrasal verb para designar apenas verbos particulares; eles não veem verbos preposicionais como verbos frasais. Por outro lado, a literatura em inglês como segunda língua ou ESL/EFL, tende a empregar o termo phrasal verb para abranger verbos preposicionais e particulares.
Observe que preposições e advérbios podem ter um significado literal espacial ou orientacional. Muitos verbos em inglês interagem com uma preposição ou advérbio para produzir um significado que pode ser facilmente entendido a partir dos elementos constituintes.
He walked across the square.
She opened the shutters and looked outside.
Essas combinações mais facilmente compreensíveis não são verbos frasais, embora livros e dicionários de EFL/ESL possam incluí-los em listas de verbos frasais.
Além disso, as mesmas expressões que ocorrem como um verbo frasal genuíno também podem aparecer em outros contextos, como em
1(a) She looked up his address. Verbo frasal.
1(b) She looked his address up. Verbo frasal.
2(a) When he heard the crash, he looked up. Não é um verbo frasal.
2(b) When he heard the crash, he looked up at the sky. Não é um verbo frasal.
A terminologia usada para denotar a partícula também é inconsistente. Às vezes, é chamada de advérbio e, outras vezes, uma intransitive prepositional phrase (frase preposicional intransitiva). O uso inconsistente da terminologia nessas áreas é uma fonte de confusão sobre o que qualifica como verbo frasal e o status da partícula ou preposição.
Sobre a história do termo phrasal verb, Tom McArthur escreve:
"[...] o termo phrasal verb foi usado pela primeira vez por Logan Pearsall Smith, em Words and Idioms (1925), no qual ele afirma que o editor do OED, Henry Bradley, sugeriu o termo para ele".
O valor dessa escolha e suas alternativas (incluindo o verbo separável para os idiomas germânicos) é discutível. Na origem, o conceito é baseado na linguística da tradução; Como muitas palavras inglesas e latinas com uma única palavra são traduzíveis por um complexo de verbo frasal em inglês, a lógica é que o complexo de verbo frasal deve ser uma unidade semântica completa em si. Deve-se considerar, a esse respeito, que o atual termo phrasal verb sugere que tais construções devem formar frases. Na maioria dos casos, porém, eles claramente não formam frases. Portanto, o próprio termo phrasal verb é enganoso e uma fonte de confusão, o que motivou alguns a rejeitarem o termo completamente.

## Catenas
O aspecto das construções de verbos frasais que os tornam difíceis de aprender para falantes não-nativos do inglês é que seu significado é não-composicional. Ou seja, não se pode saber o que significa uma dada construção de verbo frasal com base no que apenas o verbo e/ou a preposição e/ou a partícula significam, como enfatizado acima. Essa característica dos verbos frasais também é o que os torna interessantes para os linguistas, pois eles parecem desafiar o princípio da composicionalidade. Uma análise dos verbos frasais em termos de catenas (=cadeias), no entanto, não é contestada pela aparente falta de composição de significado. O verbo e a partícula/preposição formam uma catena e, como tal, se qualificam como uma unidade concreta da sintaxe. As seguintes árvores gramaticais de dependência ilustram o ponto:
As palavras de cada construção de verbo frasal são destacadas em laranja. Essas palavras formam uma catena porque estão ligadas na dimensão vertical. Eles constituem unidades de significado e essas unidades são registradas como conjuntos de várias partes no léxico.

## Estruturas similares em outros idiomas
Os verbos frasais são representados em muitas línguas pelos verbos compostos. Como classe, os verbos frasais de partículas pertencem à mesma categoria que os verbos separáveis de outras línguas germânicas. Por exemplo, em holandês, de lamp aansteken (to light the lamp) se torna, em uma cláusula principal, ik steek de lamp aan (I light the lamp on). Da mesma forma, em alemão, das Licht einschalten (to switch on the light) torna-se ich schalte das Licht ein (I switch the light on).
Existem alguns verbos frasais em algumas línguas românicas, como a lombarda devido à influência da antiga longobarda: exemplo fa foeura (to do in: to eat up; to squander) e dà denter (to trade in; to bump into) na lombarda. Alguns desses verbos também são usados no italiano padrão, por exemplo, "far fuori" (to get rid of), "mangiare fuori" (to eat out) e "andare d'accordo con" (to get on/along with).[carece de fontes?]

## Substantivos frasais
Uma extensão do conceito de phrasal verb é a do phrasal noun, onde um complexo de verbo+partícula é nominalizado. As partículas podem vir antes ou depois do verbo. 
standby: We are keeping the old equipment on standby, in case of emergency.
back-up: Neil can provide technical backup if you need it.
onset: The match was halted by the onset of rain.
input: Try to come to the meeting – we'd value your input.
Se a partícula estiver em primeiro lugar, o substantivo frasal nunca será escrito com um hífen; se a partícula vier em segundo, às vezes há um hífen entre as duas partes do substantivo frasal.